# 四白眼
四白眼（しはくがん）は、瞳（黒目）の上下に白目が露出した状態のこと。
黒目の上下に白目が現れた状態は違和感のある見た目になるため、美容整形の対象になりうる。手術する場合、上瞼を下げるために眼瞼挙筋延長術あるいは兎眼修正術を、下瞼を上げるために下眼瞼切開術を行なうことになる。
人相学で見ると四白眼の人は、強烈な個性を持ち頭脳明晰であるが、周囲の人たちと打ち解けず利己的な策略を秘めていることがあり、また空気が読めず精神的に不安定でトラブルに巻き込まれやすい、とされる。女性の場合、四白眼は独特な性的魅力となることもある。
絵画表現における四白眼は、狂気と生命力を連想させる。

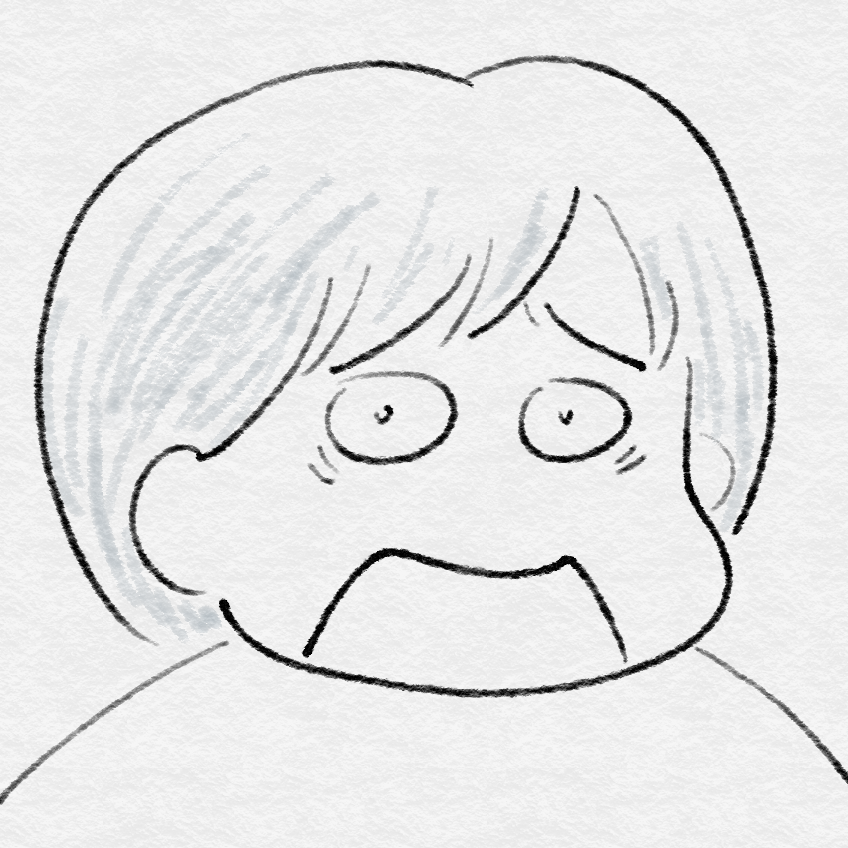
漫画で見られる四白眼の表現
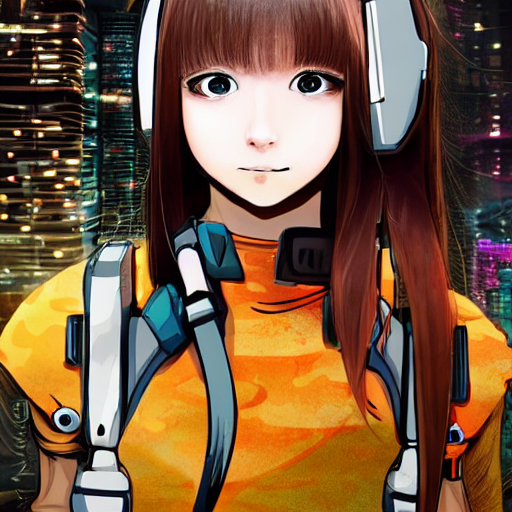
セミ・リアリスティックな表現